# Nectophrynoides tornieri
Nectophrynoides tornieri är en groddjursart som först beskrevs av Roux 1906.  Nectophrynoides tornieri ingår i släktet Nectophrynoides och familjen paddor. IUCN kategoriserar arten globalt som livskraftig. Inga underarter finns listade i Catalogue of Life.